# 6817-es mellékút (Magyarország)
A 6817-es számú mellékút egy közel tíz kilométer hosszú, négy számjegyű országos közút Somogy vármegye és Zala vármegye határvidékén.

## Nyomvonala
A 6816-os útból ágazik ki, annak 4,650-es kilométerszelvénye táján, Nemesdéd központjában. Nyugat felé indul, Kossuth utca néven, és 600 méter után ki is lép a község belterületéről. 1,3 kilométer után Varászló területére érkezik, 1,6 kilométer után pedig eléri annak lakott területeit; települési neve először ott is Kossuth utca. A második kilométere után kicsit északnak kanyarodik, ott a Fő utca nevet veszi fel; alig 150 méter után ismét nyugatabbi irányba fordul, 2,3 kilométer után pedig, nagyjából északnyugati irányban haladva elhagyja a községet. 4. kilométer után elhalad Patihídpuszta településrész mellett, majd áthalad a Zala–Somogyi-határárok hídján, és 4,2 kilométer megtételét követően átlép Pat területére.
Innét ismét nyugati irányt követ, így éri el, pár méterrel az ötödik kilométere előtt Pat lakott területét. A település egy keskeny sávban nyúlik el déli irányban, az út csak az északi szélét súrolja, központjába a 68 159-es út ágazik ki. A hatodik kilométere után az út elhalad Pat, Zalakomár és Galambok hármashatára mellett halad el, de Zalakomárt ennél jobban nem érinti, a folytatásban Pat és Galambok határvonalát kíséri, a hetedik kilométerénél pedig egy újabb hármas határpontot hagy el: onnantól Miháld határai között folytatódik. 7,8 kilométer után egy alsóbbrendű út ágazik ki észak felé, ezen lehet eljutni a Miháldi-horgásztóhoz, 8,3 kilométer után pedig az út eléri Miháld lakott területét, ahol a Dózsa utca nevet veszi fel. A 6832-es útba beletorkollva ér véget, annak 7,250-es kilométerszelvényénél.
Teljes hossza, az országos közutak térképes nyilvántartását szolgáló kira.gov.hu adatbázisa szerint 9,705 kilométer.

## Települések az út mentén
- Nemesdéd
- Varászló
- Pat
- (Zalakomár)
- (Galambok)
- Miháld

## Története
Varászló és Pat közötti szakaszát sem a Cartographia 1970-es kiadású Magyarország autótérképe, sem 2004-es kiadású Világatlasza nem jelöli, mindkét kiadvány zsáktelepülésnek mutatja ezt a két községet.